# Keroplatus samiri
Keroplatus samiri är en tvåvingeart som beskrevs av Khalaf 1971. Keroplatus samiri ingår i släktet Keroplatus och familjen platthornsmyggor.
Artens utbredningsområde är Mississippi. Inga underarter finns listade i Catalogue of Life.